# Tristira
Tristira is een geslacht van rechtvleugeligen uit de familie Tristiridae. De wetenschappelijke naam van dit geslacht is voor het eerst geldig gepubliceerd in 1900 door Brunner von Wattenwyl.

## Soorten
Het geslacht Tristira is monotypisch en omvat slechts de volgende soort:
- Tristira magellanica (Bruner, 1900)